# TeenNick
TeenNick ist ein US-Fernsehsender von Paramount Global, der Nachfolger des Senders The N ist. Gestartet ist der Sender am 28. September 2009 um 6:00 Uhr und löste den zwischen 7. Juli 2001 und 2. Februar 2009 laufenden Programmblock TEENick des US-Fernsehsenders Nickelodeon ab.
Ausgestrahlt wurden unter anderem Clarissa, iCarly, Ned’s ultimativer Schulwahnsinn, True Jackson oder Victorious.

## Internationale Ableger

### Europa

#### Deutscher Sprachraum
In Deutschland, Österreich und der Schweiz ist TeenNick über die Streaming-Plattform Pluto TV empfangbar.

#### Frankreich
In Frankreich existiert ein eigener Ableger, der abweichend als Nickelodeon Teen bezeichnet wird.

#### Niederländischer Sprachraum
Am 14. Februar 2011 startete um 21:00 Uhr TeenNick als tägliche Abendschiene auf Nickelodeon Nederland, ab dem 4. Oktober 2011 um 20:00 Uhr auch auf Nickelodeon Vlaanderen. Das Programm auf Nickelodeon Nederland und Nickelodeon Vlaanderen war zum Großteil auf Englisch und wurde mit Untertiteln ausgestrahlt. Lediglich die Werbung und die Trailer waren niederländisch bzw. flämisch. Zum 1. Oktober 2015 wurden die Programmfenster in den Niederlanden und in Flandern durch das niederländischsprachige Programmfenster vom US-amerikanischen Fernsehsender Spike ersetzt, welcher inzwischen als 24-Stunden-Programm auf Sendung ist.

#### Ungarn
Am 12. Januar 2021 startete der Sender in Ungarn und ersetzte den Sender RTL Spike.

## Logos

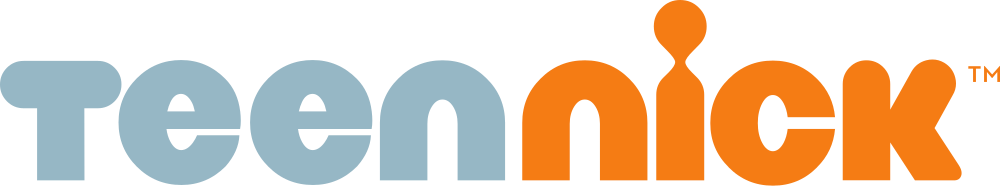
Erstes Logo von TeenNick (2009)
Erstes Logo von TeenNick (2016)
Logo von TeenNick (2019)
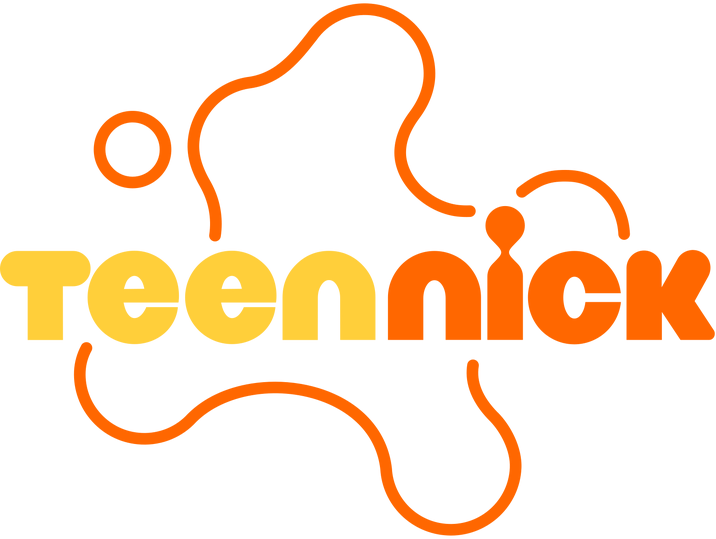
Logo von TeenNick (2024)
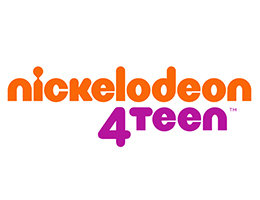
Ehemaliges Logo des französischen Ablegers Nickelodeon Teen (zuvor Nickelodeon 4Teen)
Logo des französischen Ablegers Nickelodeon Teen